# Кула (приток Вашки)
Кула — река в России, протекает на северо-западе Удорского района Республики Коми. Правый приток реки Вашки. Длина Кулы составляет 63 км.
Притоки: в 2 км от устья — река Ыа (пр), в 34 км от устья — ручей Туськанъёль (лв), в 45 км от устья — река Рака (лв).

## Данные водного реестра
По данным государственного водного реестра России, Кула относится к Двинско-Печорскому бассейновому округу. Водохозяйственный участок реки — Мезень от истока до водомерного поста у деревни Малонисогорская. Речной бассейн Кулы — Мезень.
Код объекта в государственном водном реестре — 03030000112103000047573.